# 23 ذو الحجة
- السبت
- الأحد
- الاثنين
- الثلاثاء
- الأربعاء
- الخميس
- الجمعة

- 2624 مايو 2025
- 2725 مايو 2025
- 2826 مايو 2025
- 2927 مايو 2025
- 128 مايو 2025
- 229 مايو 2025
- 330 مايو 2025
- 431 مايو 2025
- 51 يونيو 2025
- 62 يونيو 2025
- 73 يونيو 2025
- 84 يونيو 2025
- 95 يونيو 2025
- 106 يونيو 2025
- 117 يونيو 2025
- 128 يونيو 2025
- 139 يونيو 2025
- 1410 يونيو 2025
- 1511 يونيو 2025
- 1612 يونيو 2025
- 1713 يونيو 2025
- 1814 يونيو 2025
- 1915 يونيو 2025
- 2016 يونيو 2025
- 2117 يونيو 2025
- 2218 يونيو 2025
- 2319 يونيو 2025
- 2420 يونيو 2025
- 2521 يونيو 2025
- 2622 يونيو 2025
- 2723 يونيو 2025
- 2824 يونيو 2025
- 2925 يونيو 2025
- 126 يونيو 2025
- 227 يونيو 2025

23 ذو الحجَّة أو 23 ذو الحجَّة الحرام أو يوم 23 \ 12 (اليوم الثالث والعُشرون من الشهر الثاني عشر) هو اليوم الثامن والأربعون بعد الثلاثمائة (348) من أيَّام السنة (أو التاسع والأربعون بعد الثلاثمائة لو كان شهر رمضان مُتممًا لليوم الثلاثين أو الخمسون بعد الثلاثمائة لو أتم كلاً من صفر وربيع الآخر وجمادى الآخرة وشعبان ورمضان ثلاثين يوماً) وفق التقويم الهجري القمري (العربي). يبقى بعده 6 أو 7 أيَّام لانتهاء السنة.

## أحداث
- 1245هـ - القوات الفرنسية تنزل بميناء سيدي فرج لاحتلال الجزائر.
- 1371هـ - صدور قانون إلغاء الوقف الأهلي بمصر الذي نص على منع إنشاء أوقاف جديدة على غير الخيرات، وحلَّ الوقف الأهلي وتقسيم أعيانه على مستحقيه، وهو ما قلص الدور الأهلي في الحياة الاجتماعية.
- 1385هـ - سقوط طائرة مروحية تقل الرئيس العراقي عبد السلام عارف تؤدي إلى مقتله في ظروف غامضة وذلك أثناء تحليقها بين القرنة والبصرة.
- 1410هـ - وزراء خارجية الدول العربية يقررون في اجتماعهم المنعقد في تونس مقاطعة كل الشركات والوكالات الغربية التي تساهم بتهجير اليهود السوفييت إلى إسرائيل.
- 1413هـ - إعادة انتخاب الرئيس الإيراني هاشمي رفسنجاني لفترة رئاسية ثانية.
- 1419هـ - اغتيال رئيس جمهورية النيجر إبراهيم باري مايناسارا.
- 1429هـ - المجلس العسكري الحاكم في موريتانيا يرفع الإقامة الجبرية عن الرئيس المخلوع سيدي محمد ولد الشيخ عبد الله.
- 1430هـ - الحكومة اللبنانية برئاسة سعد الدين الحريري تحصل على ثقة مجلس النواب بأغلبية 122 صوت من أصل الحضور، بينما امتنع نائب عن التصويت وحجب نائب آخر الثقة عن الحكومة، وغاب عن جلسة الثقة أربعة نواب.
- 1437هـ - اغتيال الصحافي الأردني ناهض حتر المعروف بتأييده للنظام السوري بقيادة الرئيس بشار الأسد، باطلاق الرصاص عليه أمام القصر العدلي في عمان.
- 1438هـ - مقتل 84 شخصا على الأقل وإصابة 93 آخرين في هجومين استهدفا مطعمًا على أطراف مدينة الناصرية جنوب العراق.

## مواليد
- 1331هـ - فطين عبد الوهاب، مخرج مصري.
- 1345هـ - ذوقان الهنداوي، سياسي أردني.
- 1353هـ - محمود محمد الطناحي، محقق ولغوي مصري.
- 1376هـ - ليلى بن علي، سياسة تونسية.
- 1395هـ -
  - بدر الجمعة، حارس مرمى كرة قدم كويتي.
  - أسعد الزهراني، ممثل سعودي.
- 1359هـ - سطام بن عبد العزيز آل سعود، أمير منطقة الرياض.
- 1402هـ - مجد نعيم، ممثلة سورية.
- 1405 هـ - أحمد بن فهد بن سلمان بن عبد العزيز آل سعود، أمير سعودي.
- 1408هـ - يوسف الحشاش، ممثل كويتي.

## وفيات
- 233هـ - يحيى بن معين المري البغدادي، إمام حافظ محدث.
- 285هـ - إبراهيم بن إسحاق الحربي، إمام حافظ فقيه وشيخ الإسلام.
- 1102 هـ - أبو علي اليوسي، عالم فقيه مالكي صوفي أديب مغربي.
- 1246هـ - علي نقي الأحسائي، رجل دين شيعي أحسائي من أعلام المدرسة الشيخيَّة.
- 1359هـ - عباس القمي، رجل دين شيعي إيراني.
- 1385هـ - عبد السلام عارف، رئيس العراق.
- 1398هـ - الحاج محمد العنقة، مغني جزائري.
- 1419هـ - إبراهيم باري مايناسارا، رئيس النيجر.
- 1432هـ - خيرية أحمد، ممثلة مصرية.
- 1437هـ - ناهض حتر، كاتب وصحافي أردني.
- 1439هـ - خليل القارئ، شيخ أئمة الحرمين الشريفين وعالم دين سعودي.

## وصلات خارجية
- موقع قصة الإسلام: حدث في شهر ذو الحجَّة.